# غير مخطط له (فلم)
غير مُخطط له هو فيلم دراما من تأليف وإخراج كاري سليمان وتشوك كونزلمان أُطلق عام 2019، ويستند إلى مذكرات غير مخطط له من قبل آبي جونسون. الفيلم من بطولة آشلي براتشر وبروكس ريان وروبيا سكوت، ويتبع حياة جونسون مديرة عيادة لتنظيم الأسرة وتحولها اللاحق إلى نشاط مكافحة الإجهاض.
تم إطلاق الفيلم مسرحيًا في الولايات المتحدة من قبل Pure Flix في 29 مارس 2019. وقد تم استبدال العنوان الذي يعمل به الفيلم، وتم الاحتفاظ بتفاصيل موضوعه من الجمهور للتقليل من الاحتجاجات التي قام بها دعاة حقوق الإجهاض. رفضت معظم القنوات التلفزيونية المواد الترويجية للفيلم بسبب الموضوع

## مُلخص الأحداث
عملت آبي جونسون في عيادة في تكساس لمدة ثماني سنوات كواحدة من أصغر مديرات عيادة تنظيم الأسرة في الولايات المتحدة، وأصبحت مديرة للتواصل المجتمعي ومتحدثة إعلامية للمنظمة، حتى أنها فازة بجائزة أفضل موظفة في تنظيم الأسرة. في أحد الأيام، يُطلب منها المساعدة في الإجهاض بالأمواج فوق الصوتية في فترة الحمل التي تبلغ ثلاثة عشر أسبوعًا، والتي تجدها مروعة ومزعجة. ونتيجةً لذلك، أصبحت جونسون ناشطة مؤيدة للحياة ومؤسسة وزارة لمساعدة الموظفين السابقين في تنظيم الأسرة الذين تحولوا ضد الإجهاض بعد تجارب مماثلة.

## الممثلون
- آشلي براتشر في دور آبي جونسون
- بروكس ريان في دور دوغ
- روبيا سكوت في دور شيريل
- جاريد لوتز في دور شون
- إيما إل روبرتس في دور ماريليسا
- روبن دي ماركو في دور كاثلين
- روبرت توماسون في دور مايك
- تينا تونر في دور رينيه
- سارة هرنانديز في دور إيلينا
- مورا كورسيني بدور ميغان
- ليزل جونزاليس في دور تايلور
- كايزر جونسون في دور جيف
- أندي جريس بيرتون في دور غريس
- الكسندر كين في دور مارك
- ستايسي برادشو في دور كارين

## الإنتاج
في سبتمبر من عام 2018، تم الإعلان عن الانتهاء من التصوير الرئيسي لفيلم جديد يحمل عنوان عمل Redeemed، وخوفًا من الاحتجاجات المحتملة بسبب الموضوع، قام كل من شاركوا في المشروع بتوقيع اتفاقية سرية، حيث وافقوا على عدم المشاركة في منشورات التواصل الاجتماعي حول الفيلم، أو أي تصريح صحفي. بالإضافة إلى ذلك، تم تصوير الفيلم سرا في ستيلووتر بأوكلاهوما
بناءً على مذكرات آبي جونسون التي تم تجسيد شخصيتها تم تصوير فيلم (غير مُخطط له) بميزانية قدرها 6 ملايين دولار وكان مايك لينديل، مؤسس ومالك My Pillow، مؤيدًا رئيسيًا للفيلم، حيث ساهم بمبلغ مليون دولار في الإنتاج وكان لينديل لديه السيناريو الخاص بالفيلم
وأرسل المخرجان تشاك كونزيلمان وكاري سولومون مسودة البرنامج النصي إلى آبي جونسون للمراجعة. وعند قراءة النص، ردت جونسون قائلة: «قرأت النص، وفي الصفحات الـ15 الأولى كرهت نفسي، ثم وصلت إلى نهاية النص، وأحببته. لقد كنت أنا!» وأثناء العرض، حذر المنتجون الممثلين المحتملين من أن مشاركتهم في الفيلم قد تؤدي إلى عدم حصولهم على أدوار مستقبلية في صناعة السينما، وذلك بسبب موضوع الفيلم. على عكس فيلم Roe v الذي اعتذر منه بعض أفراد الطاقم بمجرد أن علموا عن موضوع الفيلم، لم يكن فيلم غير مخطط له يعاني من نفس المصير عندما علم المشاركون موضوع الفيلم بعد تعيينهم.
قالت أشلي بطلة الفيلم أنه ة بعد قبولها للدور وقبل البدء في الفيلم مُباشرة قالت والدتها أنها تعرضت للإجهاض أثناء فترة مُراهقتها، وأنها كانت على وشك أن تجهضها عندما كانت حامل بها. وقد لعبت أم أشلي دورًا إضافيًا في الفيلم.
رفضت العديد من شركات الإنتاج الموسيقية استخدام الموسيقى الخاصة بهم في الفيلم، وشملت هذه بعض الموسيقات، مثل موسيقى فراي وكيف تنقذ الحياة وفتيات تريد المرح فقط لسيندي لاوبر وقصة حياتي ورجل دينغو وجناح الجارديان لتريفور رابين
وقد تم التشكيك في واقعية هذه المذكرات، وعلي وجه التحديد تصريح جونسون بأن المجس الأعلى لتنظيم الأسرة شجعها علي زيادة عمليات الإجهاض لأسباب مالية، وذكرت جونسون أيضًا أن الشخص المعني كانت امرأة سوداء. ومع ذلك، استنادًا إلى تقارير من قبل تكساس الشهرية، والتي اعتمدت علي سجلات عيادة الأبوة المخططة فإن هُناك حالة واحدة فقط من 26 سبتمبر 2009 كانت سوداء وكانت في الأسبوع السادس -وليس الأسبوع الثالث عشر- من حملها.
وقال كاري سولومون -المُخرج المُشارك في الفيلم- إن والده أصبح مؤيدًا للحياة بعد مشاهدة مقتطفات من الفيلم.
قام المغني المسيحي ماثيو ويست بكتابة أغنية بعنوان Unplanned للفيلم، ونشر الفيديو الموسيقي قبل أسبوع من عرض الفيلم.

## تصنيف الاتحاد الأمريكي للصور المتحركة
منحت جمعية الفيلم الأمريكي التصنيف R لفيلم غير مخطط له حيث اعتمدت في تصنيفها هذا إلى وجود عدد قليل من المشاهد المرتبطة بالإجهاض، وأبلغت منتجي الفيلم بأن الفيلم سيظل مصنفًا على أنه R ما لم تتم إزالة تلك المشاهد، وأنكرت أن الفيلم قد أُعطى هذا التصنيف بسبب التحيز السياسي. قررت الشركة المُنتجة Pure Flix والتي كانت تتوقع تصنيف PG-13 عدم الطعن في عمل جمعية الفيلم الأمريكي بسبب المخاوف من أن هذا الصراع قد يؤخر عرض الفيلم. ومع ذلك، فيما يتعلق بتصنيف جمعية الفيلم الأمريكي، قال المديران المشاركان تشاك كونزيلمان وكاري سولومون عن ذلك:

[w]e consider the MPAA’s current standards to be deeply flawed, insofar as they allowed scenes of remarkably graphic sex, violence, degradation, murder and mayhem to have a PG-13 rating, whereas our film, highlighting the grave dangers of abortion in a straightforward manner, is considered dangerous for the American people to view[.]

وقد أبدى كين راذر -نائب رئيس التوزيع في شركة Pure Flix- تعليقًا مشابهًا حيث قال:«يمكن للفتاة البالغة من العمر 15 عامًا إجراء عملية إجهاض دون إذن والديها، لكنها لا تستطيع مشاهدة هذا الفيلم دون إشراف من البالغين! هذا محزن»
ومع ذلك، صرحت آبي جونسون أنه قد تم تعيين تصنيف R لسبب وجيه، حيث كتبت جونسون لاحقًا خطابًا مفتوحًا موجهًا إلى الآباء، يشرح فيه السبب الذي جعل جمعية الفيلم الأمريكي قد حددت تصنيف R للفيلم وذكرت أن الفيلم لا يحتوي على عُري أو جنس أو تعذيب.
للرد على تصنيف الفيلم، تم إرسال شكوى موقعة من تسعة وعشرين شخصًا غير مشاركين في إنتاج الفيلم إلى جمعية الفيلم الأمريكي، ومن بين الموقعين حاكم أركنساس السابق مايك هاكابي والمعلق السياسي غلين بيك والممثل كيفن سوربو والمنتجَين الحائزَين على جائزة الأوسكار جيرالد مولن وجراي فريدريكسون، وعلى الرغم من ذلك، لم تلغِ جمعية الفيلم الأمريكي التصنيف، قائلةً إن صُناع الفيلم لم يقوموا بالطعن على التصنيف.

## إطلاق سراح
تم إصدار الفيلم في أمريكا الشمالية في 29 مارس 2019، وقد تلقى الفيلم عرضًا أوليًا في 21 فبراير 2019 في مانهاتن السفلى وأيضًا في 28 مارس 2019 في إنديانا، قبل يوم واحد من تاريخ إصداره
رفضت العديد من القنوات التلفزيونية عرض الإعلانات الترويجية للفيلم بسبب موضوعه المثير للجدل ولأن تصنيف الفيلم R، مثل: A&E Networks وديسكفري كوميونيكيشنز وHallmark Channel و إن بي سي العالمية. وافقت كلا الشركتين فوكس نيوز وشبكة البث المسيحية فقط على بث الإعلانات كما رفضت شبكة راديو مسيحية شهيرة تُسمى K-Love بث إعلانات للفيلم بسبب تصنيف R
خلال عطلة نهاية الأسبوع الافتتاحية للفيلم، تم تعليق حساب تويتر الرسمي (قيل إنه تم ربطه بحساب آخر ينتهك قواعد سلوك تويتر). ومع ذلك، تم إعادة تشغيله مرة أُخرى، حيث حصل على آلاف المتابعين الإضافيين خلال عدة ساعات، وقد اتُهم موقع تويتر بعد ذلك بإسقاط متابعي حساب الفيلم حيث كان عددهم 200000 وأصبحوا حوالي 16000، واتهم السناتور جوش هاولي تويتر بمراقبة وجهات النظر المحافظة، وفي رسالة إلى الرئيس التنفيذي لشركة تويتر جاك دورسي طُلب إجراء مراجعة خارجية مستقلة في سياسات خطاب تويتر
أعرب مايك بنس ودونالد ترامب الابن عن دعمهم للفيلم، وكذلك الإنجيلي فرانكلين جراهام.

## استقبال

### شباك التذاكر
في الولايات المتحدة وكندا، تم إصدار الفيلم جنبًا إلى جنب مع متسكع الشواطئ وفيلم دمبو، وكان من المتوقع أن تصل إجمالي الأرباح إلى (3:5) مليون دولار من 1060 دار عرض في عطلة نهاية الأسبوع. حقق الفيلم 3 ملايين دولار في اليوم الأول، بما فيهم 700000 دولار من معاينات ليلة الخميس. ووصلت الإيرادات إلى 6.4 مليون دولار، متجاوزة توقعات شباك التذاكر وأصبح الفيلم يحتل المركز الرابع في شباك التذاكر قال موقع ددلاين.كوم إن الافتتاح كان رائعًا بالرغم أن الفيلم حصل على تصنيف R، وكان محرومًا من عرض إعلاناته الترويجية على معظم شبكات التليفزيون الرئيسية والإذاعة المسيحية وذكرت بعض التقريرات أن الكنائس في جميع أنحاء البلاد قد اشترت عروضًا كاملة للصورة. في نهاية الأسبوع الثاني تمت إضافة الفيلم إلى 456 دار عرض إضافية (ليصبح المجموع 1516) وحقق 3.2 مليون دولار

### ردود الفعل
علي مُجمع التقييمات روتن توميتوز, حصل الفيلم على الموافقة بنسبة 50% ووجود 20 ملاحظة مع متوسط تصنيف 5.53/10. وتتوافق الآراء النقدية في الموقع على أن الفيلم هو مقاربة درامية لموضوع ساخن ذات نهج وأفكار واضحة، وسيعمل الفيلم على تعزيز مشاعر المشاهدين بخصوص موضوع القضية
قالت روز باكات في مقالها الصحفي الوطني الكاثوليكي أن الفيلم مهم، وهي تسمية يكره المخرجون سماعها. وكان الفيلم غير مُسليًا حتى ظهر المحامي الجبني، ولكن الفيلم يحكي قصة عاطفية ذات تداعيات واسعة النطاق
كتب جوش تيري من صحيفة Deseret News أن الفيلم قد لا يسد الفجوة بين الجوانب المختلفة لقضية الإجهاض، لكنه سيوفر بعض المساحة للتفكير بالنسبة للمجهولين، وخلص في النهاية إلى أن الفيلم لديه مساحة للثناء والنقد
وعلى النقيض، فإن الصحفي في هوليوود ريبورتر فرانك شيك انتقد الفيلم، ووصفه بأنه دعاية تحريضية ومُشابه للأفلام المتدنية في قيمها الإنتاجية. وبنفس الطريقة، قال أوين جليبرمان من مجلة فارايتي أن الفيلم ليس من الدراما الجيدة ولكن من الدعاية الفعالة وأشار فاديم ريزوف من إيه. في. كلوب إلى أنه في حين أن الفيلم لديه براعة فنية أكبر من أسلافه الأساسيين، فإنه ليس هناك مشهد واحد يتناول الحياة اليومية للشخصيات التي يتم تجسيدها في الفيلم.

### رد فعل الأبوة المخططة
وقبل إصدار الفيلم بفترة وجيزة، أصدرت جمعية تنظيم الأسرة الأمريكية بيانًا تزعم فيه أن الحجج الموجودة فيه خاطئة.

## روابط خارجية
- مقالات تستعمل روابط فنية بلا صلة مع ويكي بيانات

لا توجد روابط لمواقع التواصل الاجتماعي.